# Cmentarz Bawarczyków w Toruniu
Cmentarz Bawarczyków w Toruniu – nieistniejący cmentarz wojskowy w Toruniu, położony u zbiegu ulic Legionów i Bawarczyków.
Cmentarz powstał w 1813 roku po obronie Torunia przed połączonym korpusem rosyjsko–pruskim. Pogrzebano na nim 920 żołnierzy bawarskich poległych podczas tej bitwy, a także zmarłych na skutek chorób i głodu. Wkrótce popadł w zapomnienie. 26 maja 1888 roku na jego terenie odsłonięto obelisk ku czci żołnierzy, ufundowany przez władze Bawarii. 
W latach 80. XIX wieku cmentarzem nazywano symboliczny fragment wokół pomnika. Jeszcze za czasów pruskich teren cmentarza był traktowany jako dzikie wysypisko śmieci. Po 1920 roku obszar ten był niszczony przez ludność polską, utożsamiających pomnik i cmentarz z zaborcą pruskim. W październiku 1928 roku mjr Witold Sztark ze Szkoły Podchorążych Artylerii rozpoczął działania w celu uporządkowania terenu. Dzięki jego staraniom teren oczyszczono, zaś kamień pomnika odnowiono.
W latach 1950–1951 na terenie cmentarza wybudowano szkołę. Podczas prac budowlanych odnajdywano ludzkie szczątki. Budowa zatarła materialne ślady cmentarza Bawarczyków. Jedyną pozostałością po nim jest pomnik. W grudniu 2003 roku pomnik, dla lepszej ekspozycji, został przeniesiony o kilkadziesiąt metrów na skwer sąsiadujący ze szkołą. 
W 2016 roku w południowej części byłego cmentarza rozpoczęto budowę budynku mieszkalnego, podczas której wydobyto szczątki ponad 55 osób, m.in. spore fragmenty czaszek. W 2017 roku społecznicy zaproponowali, by odnalezione szczątki uroczyście pochować na Cmentarzu Garnizonowym. Wydarzenie miało się odbyć w porozumieniu z rządem Bawarii. Do sierpnia 2019 roku nie doszło do uroczystego pochówku.